# Массовое отравление метанолом в Испании
Массовое отравление метанолом в Испании (исп. Caso del metílico) — отравление метанолом, произошедшее в 1963 году на Канарских островах и в Галисии. Официальное число погибших — 51 человек, 9 потеряли зрение, однако существуют оценки в диапазоне от 1000 до 5000 жертв. Метанол был обнаружен в кофейном ликёре. Одно из крупнейших пищевых отравлений в истории.